# Cygnavus
Cygnavus — викопний вид гусеподібних птахів родини Качкові (Anatidae). Птах існував у міоцені на території Європи. У роді описано два види. Типовий вид C. senckenbergi знайдений у міоценових відкладеннях у Німеччині та Бельгії. Інший вид — C. formosus, відомий із олігоцену Казахстану.

## Види
- Cygnavus formosus, Koročkin, 1968
- Cygnavus senckenbergi, Lambrecht, 1931